# Aeroportul Sibisa
Aeroportul Sibisa (IATA: SIW, ICAO: WIMP) este un aeroport din Sumatera Utara⁠(d), Indonezia ce deservește zona Parapat⁠(d).
Situat la o altitudine de 1.289 m, aeroportul dispune de o singură pistă. Este operat de Guvernul Indoneziei.